# Хинкл, Джеймс Филдинг
Джеймс Филдинг Хинкл (англ. James Fielding Hinkle; 20 октября 1862 – 26 марта 1951) - американский бизнесмен, политик-демократ и 6-й губернатор штата Нью-Мексико.

## Ранняя жизнь
Хинкл родился в округе Франклин, штат Миссури, в семье Майлза Парсонса Хинкл и Сары Хинкл.

## Образование
Начальное образование получал в нескольких сельских школах, позже в 1882 году поступил Миссурийский университет, где во время обучения начал работать ковбоем и бригадиром на нескольких крупных скотоводческих ранчо в Техасе, и после окончания в 1885 году переехал в округ Линкольн, штат Нью-Мексико.

## Личная жизнь
В 1892 году женился на Лилии Робертс в Линкольне, Нью-Мексико, которая родила четверых детей: Ролла, Вера, Кларенс и Лилиан.

## Карьера
По переезду в округ Линкольн, Нью-Мексико основал, по некоторым источникам был совладельцем, две животноводческие кампании, одна из которых называлась «Penasco Cattle Company», заимел крупнейшее ранчо на территории, за которым числилось около двадцати пяти тысяч голов крупного рогатого скота и успел побывать менеджером «South Spring Cattle Company». Также в 1890 году помог организовать Банк Розуэлла и через девять лет(1899) стал вице-президентом(1934-1951) реорганизованной его версии, получившего название «First National Bank of Roswel»l.

### Начало политической деятельности
С 1891 года Хинкл стал членом Совета уполномоченных округа Линкольн и был им до 1893 года. В этом же году вступил в качестве представителя округов Линкольн, Чавес, Эдди в Палату представителей территории Нью-Мексико(1893-1986), через год назначен казначеем округа Линкольн(1894). В 1901 года вступил в Совет по урегулированию имущества округа Линкольн(по 1911, в 1907-1911 был президентом), стал членом территориального сената Нью-Мексико от округа Чавес и познакомился с Джэймсом Джоном Хэйджермэном , также в это время занимал пост мэра Розуэлла с 1904 по 1906 год. С 1912 по 1917 год стал сенатором в Сенате штата Нью-Мексико от округа Чавес.

### Губернатор Нью-Мексико
7 ноября 1922 года Хинкл был избран губернатором Нью-Мексико всенародным голосованием, вступил в должность 1 января 1923 года и занимал её по 1 января 1925 года. Во время губернаторства санкционировал освобождение ветеранов Первой Мировой войны от налога на имущество, работал над сохранением природных ресурсов, расширением резервации навахо, а также их прав на землю, проектам рекультивации Канейдиан-Ривер, Рио-Гранде, Пекос, Колорадо и Ла-Плата.

### Дальнейшая политическая деятельность
В 1931 году Джеймс стал комиссаром по общественным землям штата Нью-Мексико и пробыл на этой должности всего 2 года.

## Последние годы жизни и смерть
После ухода со службы продолжил активно заниматься бизнесом и в 1937 году написал книгу «Early Days of a Cowboy on the Pecos», в которой описывает свою часть жизни ковбоя по переезду из Техаса.
Хинкл умер в Розуэлл, штат Нью-Мексико, 26 марта 1951 года. В 1964 году был включен в Зал великих людей Запада Национального музея ковбоев и западного наследия за его вклад в животноводство.

## Примечание

### Комментарии
1. ↑  Хинкл знал многих из элиты США того времени, например, будущего президента Рузвельта Франклина Делано и 15 бывших губернаторов Нью-Мексико.